# 呉市立昭和西小学校
- 呉市立昭和西小学校（くれしりつしょうわにししょうがっこう）は、広島県呉市焼山にある公立小学校。

## 沿革
- 1873年（明治6年）5月 - 円福寺[1]内に秉彝（へいい）館設立
- 1876年（明治9年）6月 - 焼山学校に改称し、移転
- 1878年（明治11年）7月 - 高尾神社南に移転
- 1880年（明治13年）3月 - 焼山小学校に改称
- 1887年（明治20年）10月 - 焼山簡易小学校に改称
- 1891年（明治24年）4月 - 焼山尋常小学校に改称
- 1918年（大正7年）4月 - 焼山尋常高等小学校に改称
- 1931年（昭和6年）9月 - 昭和村設置により昭和西尋常高等小学校に改称[2]
- 1937年（昭和12年）9月 - 校歌制定（作詞・作曲　藤井清水）
- 1941年（昭和16年）4月 - 国民学校令施行により昭和西国民学校に改称
- 1947年（昭和22年）4月 - 学校教育法施行により昭和西小学校に改称
- 1951年（昭和26年）5月 - 校章制定
- 1956年（昭和31年）10月 - 昭和村が呉市へ編入されたことより呉市立昭和西小学校に改称[2]
- 1967年（昭和42年）4月 - 呉市立昭和北小学校が分離
- 1969年（昭和44年）4月 - 現在の呉市立昭和中央小学校の位置に分校設置[3]
- 1971年（昭和46年）
  - 4月 - 分校が呉市立昭和南小学校（現 市立昭和中央小学校）として分離
  - 9月 - 現在地に移転
- 1980年（昭和55年）10月 - 全国理科教育研究大会開催
- 1986年（昭和61年）10月 - 全国道徳・特別活動研究大会開催
- 1998年（平成10年）10月 - 合科的単元学習研究大会開催
- 1999年（平成11年）11月 - 全国特別活動研究大会開催
- 2006年（平成18年）4月 - 呉市教育研究推進校（安全教育）に指定される
- 2010年（平成22年）9月 - 呉市立昭和北中学校区小中一貫教育研究会発表会
- 2011年（平成23年）11月 - 呉市立昭和北中学校区小中一貫教育研究会発表会
- 2012年（平成24年）11月 - ＮＨＫ全国学校音楽コンクール広島県大会にて銅賞受賞
- 2015年（平成27年）4月 - 小中一貫教育研究指定校となる
- 2016年（平成28年）10月 - 呉市立昭和北中学校区小中一貫教育研究会

## 通学区域
- 呉市
  - 焼山東1丁目　焼山中央１丁目（6～15番）・2丁目　焼山西2・3丁目　
  - 焼山北1丁目（1，2番）焼山宮ヶ迫1・2丁目

## 交通アクセス
- JR西日本呉線呉駅下車。広島バス焼山熊野苗代線に乗車し、昭和支所バス停下車徒歩10分